# Oude Madrienne
De Oude Madrienne is een voormalige windmolen (stenen grondzeiler)  in de Vlaamse Ardennen in Hundelgem (Zwalm). De korenwindmolen werd in 1771 opgericht. Op de Ferrariskaart staat de molen vermeld als moulin d'Hundelghem. Het gevlucht werden in 1935 verwijderd. Tussen 1984 en 1986 was er een mechanische maalderij. Enkel de molenromp blijft nog over.